# Копетдагский заповедник
Копетда́гский запове́дник (туркм. Köpetdag goraghanasy) — заповедная зона в Ашхабадской области Туркменистана.

## Общие сведения
Основан в 1976 году. Площадь 49 800 га, из них более 46 000 — леса, 3600 — луга.
Создан для сохранения и комплексного изучения экосистем горных степей и горных лесов, а также пойменных древесно-кустарниковых зарослей — тугаев.
Охраняемая территория занимает пояс высоких и средних гор Центрального Копетдага, от станции Арчман на западе до станции Гяурс на востоке. Рельеф горный. Хребты изрезаны глубокими ущельями и долинами. Северная часть расположена на крутых скалистых склонах, южная более сглажена. Заповедник состоит из четырёх отдельных участков, на высотах от 700 до 2800 м над уровнем моря.
Климат сухой, континентальный; находится под влиянием горячего засушливого воздуха из Каракумов и иранских пустынь.
Среднегодовая температура на разных участках от +7 до +16 °C (в зависимости от высоты над уровнем моря), средняя температура июля +29 °C, средняя температура января +0,5 °C, среднегодовое количество осадков 230—350 мм.
При заповеднике действуют два заказника:
- Гурыховданский (создан в 1976) — горный;
- Меана-Чаачинский (создан в 1976) — предгорный.

Под контролем заповедника находятся два памятника природы:
- Караялчи
- Чарлык

## Фауна
Здесь обитает 68 видов млекопитающих (в том числе леопард или барс, туркменский горный баран или уриал, безоаровый козёл, медоед, гиена, перевязка, дикобраз), 280 видов птиц (в том числе каспийский улар, кеклик, фазан, бородач, шахин, балобан).
С конца XIX века фауна Копетдага значительно обеднела, не сохранились гепард, тигр, джейран, кулан.

## Флора
Более 960 видов высших растений (в том числе вяз, клён, лох, каркас кавказский, инжир, алыча, боярышник, барбарис, кизильник, миндаль, эфедра).
В предгорьях растительность степная, на среднегорье и высокогорье — арчевники (арча туркменская, более 21 000 га), заросли саксаула и фисташки.
Может служить превосходным объектом российского экологического туризма.